# Arras
Arras là một xã trong vùng Hauts-de-France, thuộc tỉnh Pas-de-Calais, quận Arras, tổng Chef-lieu von 3 tổngen. Tọa độ địa lý của xã là 50° 17' vĩ độ bắc, 02° 46' kinh độ đông. Arras nằm trên độ cao trung bình là 72 mét trên mực nước biển, có điểm thấp nhất là 52 mét và điểm cao nhất là 99 mét. Xã có diện tích 11,63 km², dân số vào thời điểm 2005 là 41.000 người; mật độ dân số là 3525 người/km².
Ngày 9 tháng 5, 1915, trận Arras đã diễn ra gần thành phố, liên quan đến công ty "Xin chào" Tiệp Khắc tại Pháp.

## Nhân vật
- Charles de l’Écluse (1526-1609), bác sĩ và là nhà thực vật học
- Ambroise Marie François Joseph Palisot de Beauvois, nhà khoa học tự nhiên
- Maximilien de Robespierre, chính trị gia và nhà cách mạng
- Augustin Robespierre, chính trị gia